# Liga w Cambrai
Liga w Cambrai – sojusz przeciwko Republice Weneckiej, zawarty 10 grudnia 1508 roku we francuskim mieście Cambrai pomiędzy papieżem Juliuszem II, cesarzem Maksymilianem I, królem Francji Ludwikiem XII oraz władcą Hiszpanii, Ferdynandem Katolickim i władcami drobnych państw włoskich.
Liga powstała z inicjatywy Juliusza II, który szczerze nienawidził Wenecji. W bitwie pod Agnadello 14 maja 1509 roku Wenecjanie ponieśli klęskę, ale zdołali zneutralizować Ligę, zawierając separatystyczne pokoje ze wszystkimi jej członkami.